# Dziedzice (województwo zachodniopomorskie)
Dziedzice (niem. Deetz) – wieś w Polsce położona w województwie zachodniopomorskim, w powiecie myśliborskim, w gminie Barlinek.
W latach 1954–1961 wieś należała i była siedzibą władz gromady Dziedzice, po przeniesieniu siedziby i zmianie nazwy gromady w gromadzie Mostkowo. W latach 1975–1998 miejscowość administracyjnie należała do województwa gorzowskiego.

## Części wsi
| SIMC    | Nazwa           | Rodzaj |
| ------- | --------------- | ------ |
| 0177572 | Niewstąp        | osada  |
| 0177974 | Stara Dziedzina | osada  |

W 2011 roku wieś liczyła 162 mieszkańców. 
Wieś leży w krajobrazie rolniczym 12 km na północny zachód od Barlinka. 
Na środku wsi kościół z przełomu XIII i XIV wieku o skromnych cechach gotyckich. Przebudowany w XVI wieku, odbudowany po zniszczeniach wojennych w latach 80. XX wieku. Od południa do nawy przylega kruchta. Dwukondygnacyjna wieża zachodnia, otynkowana dobudowana dwa wieki później, górną partię wieży nadbudowano w XIX w. i zwieńczona pinaklami i wysokim hełmem ośmiopołaciowym.
Przy kościele średniowieczny mur kamiennoceglany z klasycystycznymi bramkami. Z dawnego parku pozostał tylko fragment o powierzchni 1 ha, na fundamentach pałacu wybudowano szkołę. We wsi znajduje się cmentarz z mogiłą 22 poległych polskich oficerów z obozu jenieckiego w Dobiegniewie.
Dziedzice są najstarszą wsią historycznie kaszubską, datowaną symbolicznie na 512 r. n.e.